# Francisco Guerrero Martínez
Francisco Guerrero Martínez (Cartagena, Murcia, 26 de agosto de 1877-Albacete, 21 de diciembre de 1959) fue un tallista y escultor español que desarrolló su obra artística en Albacete.

## Biografía
Hijo del maestro tallista Gregorio Guerrero Laplaza, su vida corrió en paralelo a la del padre hasta la muerte de este en 1922.
En 1904, tras el regreso de la familia de Madrid, se establecen en la calle Tinte número 42 de Albacete, en una casa que hace las veces de vivienda y taller. Y así se anuncian, como "ebanistas", el patriarca, Gregorio, y sus dos hijos: Francisco y José Balbino.
Francisco Guerrero contrae matrimonio con Josefa Hortelano Herreros, teniendo tres hijos: María Concepción, María Mercedes y Ángel.
Salvo sus dos primeros años de vida en Cartagena y un breve periodo en Madrid en su juventud, su vida transcurrirá íntegramente en la capital albaceteña hasta su muerte.

## Obra artística

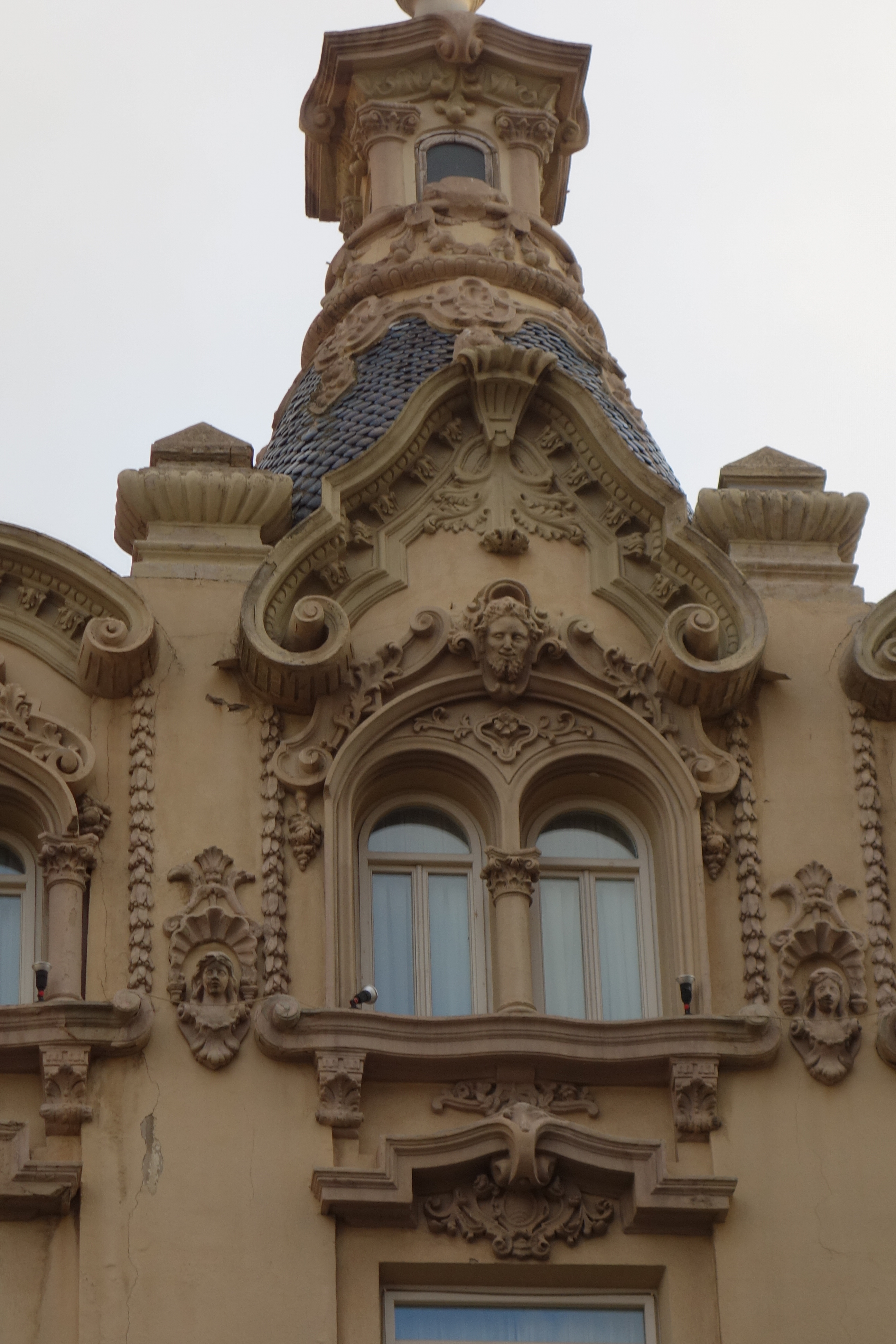
Fachada Gran Hotel de Albacete

Aunque figurara como "ebanista" de oficio, Francisco Guerrero abarcó muchas técnicas y trabajó con los más diversos materiales. Desde la escayola para molduras y ornamentación de toda índole, pasando por la piedra en la confección de grupos escultóricos, hasta la talla en madera para la que no pudo contar con mejor «maestro» que su propio padre. Su actividad profesional se divide en varios periodos, diferenciados entre ellos únicamente por el cambio de identidad de sus socios.
- Primer periodo: los trabajos realizados en el taller de la calle del Tinte número 42, donde comparte labor y vivienda con su padre y su hermano José Balbino. Esta sociedad familiar se rompe con la muerte de Gregorio en 1922 y la marcha de su hermano a Madrid en 1924. De este periodo datan trabajos como: los escudos heráldicos de las familias de Gabriel Alfaro y Gabriel Lodares en la Capilla de San Antonio Abad en la Catedral de San Juan de Albacete, la ornamentación del Gran Hotel de Albacete (significar los grupos escultóricos de la fachada) y en la restauración del Teatro Circo de Albacete en 1919 (plateas, palcos y, lo único que hoy se conserva, las ninfas que representan la música y el teatro). En todos estos trabajos, las fuentes orales que le atribuyen la autoría también destacan la colaboración o participación indirecta de su padre y maestro, Gregorio Guerrero Laplaza.

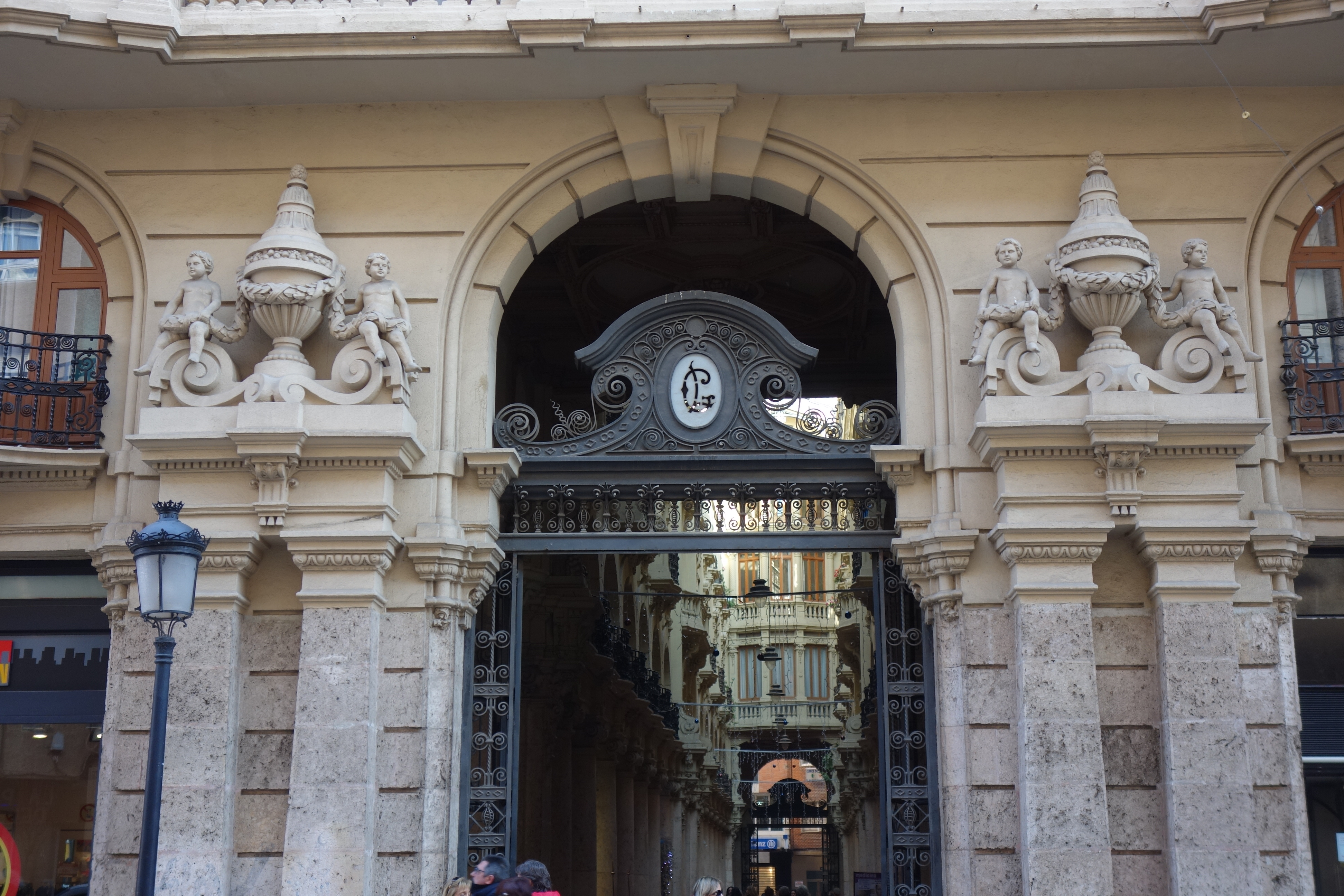
Pasaje Lodares de Albacete (entrada desde la C/Mayor)

- Pasaje Lodares de Albacete (entrada desde la C/Mayor)Segundo periodo: los trabajos ejecutados junto al pintor y escultor Ramiro de Undabeytia y Lorenzana, con quien estuvo asociado varios años —aproximadamente durante toda la década de los años veinte—. Es en esta etapa cuando su sobrino José Martínez Guerrero, hijo de su hermana Gerónima, se convierte en aprendiz de escultor bajo la dirección y supervisión de Ramiro de Undabeytia, a quien, años más tarde, reconoce como su primer maestro. De esta época data su obra más relevante: la ornamentación escultórica del Pasaje Lodares de Albacete, de cuya ejecución fue testigo presencial su nieta María Guerrero Martínez, principal fuente oral del trabajo de investigación en que se fundamenta esta reseña.

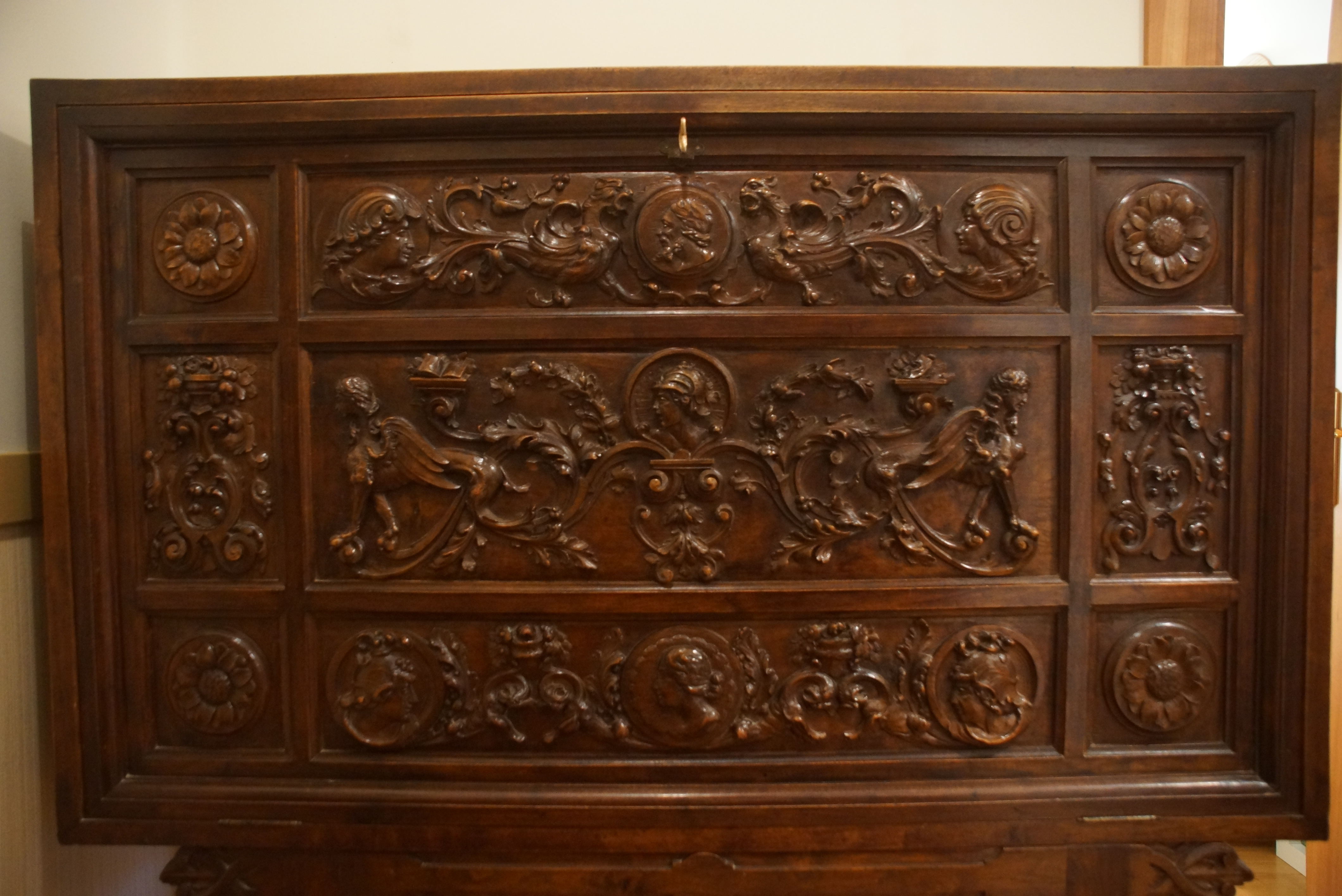
Bargueño en madera de nogal.

- Bargueño en madera de nogal.Tercer periodo: en 1931 Francisco Guerrero se relaciona con otros artistas locales, como es el caso de Francisco Escalona, con quien en 1934 constituye la Sociedad G.E.A.S (acrónimo formado con las iniciales del primer apellido de sus socios fundadores), de la que también forman parte el pintor Fernando Alcantud y Herminio Sáez. Es en esta época cuando las Artes Decorativas se encuentran en una situación de crisis en la ciudad por la falta de encargos. Esta circunstancia se hace constar en una carta pública dirigida al Gobernador, al Alcalde y al Presidente de la Diputación, suscrita por varias personas del ramo de la decoración y la pintura, entre ellos Francisco Guerrero, en la que piden que se lleven a cabo las actuaciones necesarias para que los propietarios les ofrezcan trabajo. Para ello proponen crear una comisión, formada por ellos mismos, que se encargaría de recorrer la ciudad para hacer un inventario de aquellos edificios con necesidad de ser restaurados. De esta época es la decoración de la antigua Cámara de Comercio de Albacete, trabajo que no se conserva pero sí el edificio, en el n.º 4 de la Plaza del Altozano de Albacete.

- Cuarto periodo: a principios de los años cuarenta, aquejado de una enfermedad que fue deteriorando su visión, deja los grandes proyectos y se retira para dedicarse a pequeñas labores de talla. Los trabajos los realiza en una habitación habilitada como taller en casa de su hija Mercedes, con quien vive junto a la familia de ésta.